# Съкровищница на тайни
„Съкровищница на тайни“ (на персийски: مخزن‌الاسرار) е първата поема от сборника „Хамсе“ на класическия персийски поет Низами Ганджеви. Написана е между 1173 и 1179 г. (според други източници, през 1166 г. или скоро след това) на персийски език. Творбата е посветена на владетеля на Ерзинджан Фахр ад дин Бахрам шах (1155 – 1218). Поемата се състои от 2260 двустишия.

## Жанр и композиция
„Съкровищница на тайни“ се отнася към дидактически-философския жанр. Може да се отнесе и към мистично-аскетичното направление. Поемата е написана под въздействието на монументалното произведение на голям суфистки поет Санаи (починал през 1131 г.), „Градината на истината“.
Произведението се състои от увод и двадесет глави (беседи) и всяка следваща беседа следва смислово предходната. Те са илюстрирани с притчи. Всяка глава завършва с апострофа (стилистична фигура на обръщение) към самия поет, при което се използва неговия литературен псевдоним. Съдържанието на стиховете е посочено в заглавието на всяка глава и е написано в типичен омилетичен стил. Поемата, написана във висок реторически стил, не е романтична епична поема, нейната цел е да престъпи ограниченията на придворната светска литература. С тази творба Низами продължава направление, открито от него в персийската поезия на Санаи и продължено от много персийски поети, водещата фигура сред които е Атар.

## Влияние
Известни са около 50 копия на поемата в литературата на различните източни култури. Най-голям е броят им в Индия.